# Filmografija Britney Spears
Britney Spears je s svojo igralsko kariero pričela v televizijski seriji The Mickey Mouse Club leta 1991. Od takrat je postala zelo uspešna glasbenica, zaigrala pa je tudi v filmu Več kot dekle (2002), dveh dokumentarnih filmih in resničnostni seriji, poleg tega pa se je pojavila tudi v številnih televizijskih serijah, reklamah in filmih.

## Televizija in filmi
Pri osmih letih je Britney Spears odšla na avdicijo za Disney Channelovo televizijsko serijo The New Mickey Mouse Club. Producenti serije so ji dejali, da je premlada, da bi zaigrala v seriji, vendar se je z enajstimi leti vrnila na avdicijo v Lakelandu, Florida. Leta 1999 je kot ona sama zaigrala v serijah The Famous Jett Jackson in Sabrina, najstniška čarovnica; v obeh serijah je nastopala tudi kot glasbenica. Leta 2000 se je pojavila v filmu Trdno v sedlu kot stevardesa in gostovalno zaigrala v epizodi »The Mansion Family« serije Simpsonovi, kjer je nastopila oblečena kot katoliška šolarka, podobno kot v videospotu za pesem »...Baby One More Time«. Istega leta je zaigrala tudi v seriji Invader Zim. Po njeni knjigi, A Mother's Gift, so posneli tudi televizijski film za kanal ABC Family, naslovljen kot Brave New Girl. Britney Spears je film producirala. Po cameo pojavu v filmu Austin Powers v Zlatotiču je zaigrala glavno vlogo v filmu Več kot dekle (2002). Film je bil ocenjen z oceno PG-13 (nekateri deli tega filma morda niso primerni za otroke pod trinajstim letom starosti), in sicer zaradi seksualnih prizorov in pitja najstnikov, vključenih v film. Po svetu je film zaslužil 61.141.030 $, kritiki pa so mu dodelili mešane do negativne ocene. Decembra 2002 je izdala dokumentarni film Stages: Three Days in Mexico, ki je vključeval tudi knjigo s fotografijami, Stages o dveh koncertih v Mehiki, prirejenih v sklopu njene turneje Dream Within a Dream Tour.
Njen prvi resničnostni šov, Britney & Kevin: Chaotic, so prvič predvajali 15. maja 2005 na kanalu UPN. Serija sledi Britney Spears med spoznavanjem Kevina Federlinea ter dokumentira njuno razmerje in poroko. Večino serije sestavljajo videi, posneti doma in intervjuji, ki so jih posneli nekaj mesecev pozneje. Serijo so kritiki sprejeli mešano. Prvo epizodo si je ogledalo 3,7 milijona gledalcev, kar je bilo skoraj dvakrat toliko, kolikor jih zbere povprečna serija, predvajana na kanalu UPN. Leta 2006 je Britney Spears kot zaprta homoseksualka gostovalno zaigrala v seriji Will & Grace, natančneje v epizodi »Buy, Buy Baby«. Dve leti kasneje se je pojavila v CBS-jevi televizijski seriji Kako sem spoznal vajino mamo, kjer je v epizodi »Ten Sessions« zaigrala receptorko. Za nastop je prejela v glavnem pozitivne ocene, tako kot epizoda sama. Britney Spears je maja 2008 ponovno zaigrala v seriji Kako sem spoznal vajino mamo, natančneje v epizodi »Everything Must Go«, kjer je ponovno zaigrala receptorko, zgodba pa je ostala odprta, zaradi česar je precej verjetno, da bo v seriji še zaigrala. Novembra 2008 so začeli snemati dokumentarni film Britney: For the Record, ki ga je režiral Phil Griffin in se je premierno predvajal na MTV-ju, ki je dokumentiral njeno vrnitev v glasbeno industrijo s svojim šestim glasbenim albumom, Circus.

## Filmografija
Ta seznam je kronološki – vsebuje televizijske serije in filme, v katerih se je pojavila Britney Spears.

### Filmi
| Leto | Naslov                    | Vloga                      | Opombe |
| ---- | ------------------------- | -------------------------- | --- |
| 2000 | Trdno v sedlu             | Stevardesa (cameo)         | |
| 2002 | Austin Powers v Zlatotiču | Ona (cameo)                | |
| 2002 | Več kot dekle             | Lucy Wagner (glavna vloga) | Teen Choice Award za najboljšo igralko v drami/akcijski avanturi Teen Choice Award za najboljšo kemijo (skupaj z Ansonom Mountom) Zlata malina za najboljšo igralko Nominirana — Zlata malina za najslabši par na ekranu Nominirana — MTV Movie Award za najboljši prebojni nastop Nominirana — MTV Movie Award za najboljše obleke |
| 2004 | Farenheit 9/11            | Ona (cameo)                | Zlata malina za najslabšo stransko igralko |

### Televizija
| Leto        | Naslov                                          | Vloga                    |
| ----------- | ----------------------------------------------- | ------------------------ |
| 1993 – 1994 | The Mickey Mouse Club                           | Več vlog                 |
| 1999        | The Famous Jett Jackson                         | Ona                      |
| 1999        | Sabrina, najstniška čarovnica                   | Ona                      |
| 1999        | Kenan & Kel                                     | Ona                      |
| 2000        | Simpsonovi                                      | Ona                      |
| 2000        | Saturday Night Live                             | Ona                      |
| 2002        | Stages: Three Days in Mexico                    | Ona                      |
| 2002        | Robbie the Reindeer in Legend of the Lost Tribe | Donner (glas)            |
| 2002        | Saturday Night Live                             | Ona (voditeljica)        |
| 2003        | Pa sem te                                       | Ona                      |
| 2004        | Britney & Kevin: Chaotic                        | Ona                      |
| 2006        | Will in Grace                                   | Amber Louise (1 epizoda) |
| 2008        | Kako sem spoznal vajino mamo                    | Abby (2 epizodi)         |
| 2008        | Britney: For the Record                         | Ona                      |
| 2010        | Glee                                            | Ona                      |
| 2011        | Dancing With The Stars                          | Ona                      |

## Reklame
Britney Spears je zaigrala v mnogih mednarodnih televizijskih reklamah.
| Leto | Podjetje                | Promocija                  | Tema                                | Soundtrack                                        | Država                                       |
| ---- | ----------------------- | -------------------------- | ----------------------------------- | ------------------------------------------------- | -------------------------------------------- |
| 1995 | Bell South              | Dobrodošli na jugu         | Nobena                              | Nobena                                            | Mednarodna                                   |
| 1999 | Suki                    | Candy                      | Najljubši okus                      | »Sometimes«                                       | Japonska                                     |
| 2001 | Pepsi                   | Pijača                     | Ples v tovarni Pepsi                | »The Joy of Pepsi«                                | Mednarodna                                   |
| 2001 | Pepsi                   | Pijača                     | Pepsi čez leta                      | »Now and then«                                    | Mednarodna                                   |
| 2001 | NASCAR 400 Pepsi        | Dirkalni avto              | Pojdimo                             | Nobena                                            | Združeno kraljestvo, Združene države Amerike |
| 2001 | Coke Zero 400           | Stock car racing           | Dirka                               | Nobena                                            | Združene države Amerike                      |
| 2001 | Toyota Vios             | Avtomobil                  | Britneyjina figura                  | »Anticipating«                                    | Mednarodna                                   |
| 2001 | Herbal Essences         | Izdelki za lase            | Herbal Essences                     | »I've Got the Urge«                               | Združene države Amerike                      |
| 2001 | HBO                     | Nastop v živo na HBO-ju    | Koncert Las Vegasu                  | »I'm a Slave 4 U«                                 | Združene države Amerike                      |
| 2002 | Pepsi                   | Pijača                     | Svetovno prvenstvo v nogometu       | »Right Now (Taste the Victory)«                   | Mednarodna                                   |
| 2002 | Herbal Essences         | Izdelki za lase            | Več kot dekle                       | »Overprotected«                                   | Združene države Amerike                      |
| 2002 | Pepsi Twist             | Pijača                     | Austin Powers ne pozna Britney      | Nobena                                            | Združene države Amerike                      |
| 2002 | Pepsi Blue              | Pijača                     | Britney zaželi vesel božič          | Nobena                                            | Združene države Amerike                      |
| 2003 | GG Tea                  | Pijača                     | Ples Go Go                          | »Daddy Don't Mind« »All Day and All of the Night« | Japonska                                     |
| 2004 | Showtime                | Nastop v živo na Showtimeu | The Onyx Hotel                      | »Toxic«                                           | Združene države Amerike                      |
| 2004 | Pepsi                   | Pijača                     | Gladiatorji                         | "We Will Rock You"                                | International                                |
| 2004 | Curious                 | Parfum                     | Fantazija o sosedu                  | »Touch of My Hand«                                | Severna Amerika                              |
| 2005 | Fantasy                 | Parfum                     | Fantazije, pravljice, zaljubljenost | »And Then We Kiss« »Breathe on Me«                | Severna Amerika in Velika Britanija          |
| 2009 | Candie's                | Oblačila                   | Videospot pesmi Radar               | »Radar«                                           | Združene države Amerike Filipini             |
| 2010 | Omejena izdaja Candie's | Oblačila                   | Ljubezen do mode                    | »Piece of Me«                                     | Združene države Amerike Filipini             |
| 2010 | Radiance                | Parfum                     | Usoda, slava                        | Nobena                                            | Severna Amerika Spears                       |

## Glasba iz filmov in televizije
Naslednje pesmi Britney Spears so se pojavile v raznih filmih ali televizijskih serijah
| Leto | Filmi                                                           | Pesem(mi)                                                                   |
| ---- | --------------------------------------------------------------- | --------------------------------------------------------------------------- |
| 2010 | Glee (serija, epizoda Britney/Brittany)                         | »Toxic«, »...Baby One More Time«, »I'm a Slave 4 U«, »Me Against The Music« |
| 2010 | Spet ti                                                         | »Toxic«                                                                     |
| 2010 | The Quest Crew                                                  | »Toxic«                                                                     |
| 2010 | Dancing with the Stars (ameriška serija)                        | »Gimme More«                                                                |
| 2010 | Dancing with the Stars (ameriška serija)                        | »Toxic«                                                                     |
| 2010 | Mularija (TV series)                                            | »Do Somethin'«                                                              |
| 2009 | Hollywoodski griči (serija)                                     | »3«                                                                         |
| 2009 | Nemški naslednji topmodel (serija)                              | »Circus«                                                                    |
| 2009 | Britanija ima talent (serija)                                   | »Out from Under«, »Unusual You«                                             |
| 2009 | Melrose Place (serija/reklama)                                  | »Circus«                                                                    |
| 2009 | Mularija (serija)                                               | »Womanizer«, »If U Seek Amy«                                                |
| 2009 | Hollywoodski griči (serija, epizoda Don't Cry On Your Birthday) | »Out from Under«                                                            |
| 2009 | Biti Erica (serija)                                             | »...Baby One More Time«                                                     |
| 2008 | Opravljivka (serija)                                            | »I'm a Slave 4 U«                                                           |
| 2008 | Mularija (serija)                                               | »Oops!... I Did It Again«                                                   |
| 2008 | Chuck (serija)                                                  | »Toxic«                                                                     |
| 2007 | Na kraju zločina: Miami (serija, epizoda »Permanent Vacation«)  | »Gimme More«                                                                |
| 2007 | Napumpana                                                       | »Toxic«                                                                     |
| 2007 | Na kraju zločina: New York (serija, epizoda The Lying Game)     | »I'm a Slave 4 U«                                                           |
| 2007 | Ne morem biti tvoja                                             | »Oops!... I Did It Again«                                                   |
| 2006 | Life on Mars (serija, epizoda #1.7)                             | »Toxic«                                                                     |
| 2005 | Doctor Who (serija, epizoda »The End of the World«)             | »Toxic«                                                                     |
| 2005 | Rebelde (serija, epizoda 64)                                    | »I'm A Slave 4 U«                                                           |
| 2005 | Roboti                                                          | »...Baby One More Time«                                                     |
| 2004 | Preiskovalci NCIS (serija, epizoda »Pop Life«)                  | »Toxic«, »Outrageous«                                                       |
| 2004 | Priskledniki (serija, epizoda »Date Night«)                     | »Toxic«                                                                     |
| 2004 | Bela modela                                                     | »(I Got That) Boom Boom«                                                    |
| 2002 | Austin Powers v Zlatotiču                                       | »Boys« (remix)                                                              |
| 2002 | Več kot dekle                                                   | »I Love Rock 'n' Roll«, »I'm Not a Girl, Not Yet a Woman«, »Overprotected«  |
| 2002 | Okrožje Orange                                                  | »...Baby One More Time«                                                     |
| 2001 | Jimmy Neutron                                                   | »Intimidated«                                                               |
| 2001 | Vse za ljubezen                                                 | »Let Me Be«                                                                 |
| 2001 | Max ga seka                                                     | »...Baby One More Time«                                                     |
| 2001 | Pisarna (serija, epizoda »New Girl«)                            | »Oops!... I Did It Again«                                                   |
| 2001 | Sopranovi (serija, epizoda »Employee of the Month«)             | »Oops!... I Did It Again«                                                   |
| 1999 | Superstar                                                       | »Thinkin’ About You«                                                        |
| 1999 | Drive Me Crazy                                                  | »(You Drive Me) Crazy« (remix The Stop!)                                    |
| 1999 | Pokémon: The First Movie                                        | »Soda Pop«                                                                  |